# ابراهیم‌آباد (چشمه زیارت، چهار)
ابراهیم‌آباد یا پیرزنگو روستایی در دهستان چشمه زیارت بخش مرکزی شهرستان زاهدان استان سیستان و بلوچستان ایران است.

## جمعیت
بر پایه سرشماری عمومی نفوس و مسکن در سال ۱۳۹۵ جمعیت این روستا ۳۶ نفر (۱۰خانوار) بوده‌است.